# Родопски отряд
 Тази статия е за отряда, действал през Балканската война.  За съединението, действало през Междусъюзническата война, вижте Западнородопски отряд.  
Родопският отряд е българско военно формирование, формирано за участие в Балканската война.

## Формиране
В състава на Родопския отряд влизат Първа (Девети пехотен пловдивски полк и Двадесет и първи пехотен средногорски полк) и Трета бригада (Двадесет и седми пехотен чепински полк и Тридесет и девети пехотен полк) на Втора пехотна тракийска дивизия, както и Втора пионерна дружина, Трети скорострелен артилерийски полк, Трети планински артилерийски полк (7-а скорострелна и 3-та не скорострелна - общо 10 батареи), Първи планински артилерийски полк (7-а скорострелна батарея - общо 7 батареи) и Осми конен полк. Общо 16½ дружини, 20 батареи и 1 ескадрон. За началник е назначен командващият Втора дивизия генерал-майор Стилиян Ковачев.
В навечерието на войната отрядът се съсредоточава както следва:
- Трета бригада, която трябва да настъпи към долината на Места - в района на Лъджене и Ракитово
- Девети пехотен пловдивски полк, който трябва да настъпи към Доспат - в село Батак
- Малки отряди от по 2 роти и една планинска батарея – в селата Чурен и Лилково
- Двадесет и първи пехотен средногорски полк, който трябва да осъществи основното настъпление към Тъмръш и Пашмакли - между Хвойна и Чепеларе

## Бойни действия
Задачата на Родопския отряд е да осъществи настъпление в Средните и Западните Родопи, като окупира Тъмръш, представляващ потенциална заплаха за железопътната линия София-Пловдив, и достигне до Западна Тракия прекъсвайки железопътната линия Дедеагач-Солун. Отрядът трябва да действа на много широк фронт от около 180 km в тежък планински терен. Срещу него са разположени разпръснати османски формирования - гранични и доброволчески отряди и някои части на Струмския корпус.
Родопският отряд се включва във военните действия в деня на влизането на България във войната, 18 октомври (5 октомври стар стил) 1912 година. На десния фланг българските войски отблъскват османските гранични отряди, на 22 октомври навлизат в долината на Места, а на 24 октомври влизат в Мехомия. В централния участък Девети полк среща ограничена съпротива и на 20 октомври достига Доспат. На левия фланг българските части също напредват относително бързо и на 21 октомври превземат Дьовлен. По-силна съпротива срещат в района на Пашмакли, но на 25 октомври отблъскват оттам османските сили. През следващите дни частите на Родопския отряд навлизат в Беломорието. На 2 ноември са завзети Сяр и Просечен, а малко по-късно Ксанти, Драма и Кавала. Части от дясната колона на отряда се придвижват към Солун, но не успяват да достигнат града преди гръцките войски.
Тъй като в завзетите от Родопския отряд територии живее значително турско и помашко население, враждебно настроено към съюзниците, командването е принудено да остави военни гарнизони в основните селища в района. В средата на ноември останалите части на отряда са прехвърлени към Дедеагач, където стават част от новосформираната Четвърта българска армия.
Родопският отряд е окончателно разформирован на 28 август 1913 г.